# Прокуев, Владимир Анатольевич
Владимир Анатольевич Про́куев (1953—1997) — советский, российский учёный-химик, доктор химических наук (1995), профессор (1995).

## Биография
Окончил Ленинградский технологический институт, учился в аспирантуре института при кафедре неорганической химии, в 1978 году защитил кандидатскую диссертацию по теме «Взаимное влияние элементов в процессе их экстракции из хлоридных растворов трибутилфосфатом».
В 1979—1983 годах — преподаватель кафедры неорганической химии Петрозаводского государственного университета.
В 1983—1997 годах — заведующий кафедрой химии Карельского государственного педагогического института.
В 1995 году защитил докторскую диссертацию по теме «Закономерности экстракции комплексов некоторых металлов из хлоридных и бромидных растворов трибутилфосфатом».

## Научные труды
Прокуев В. А. является автором более 60 научных работ.
- Практическая направленность курса физической химии. — Петрозаводск, 1997

и другие.